# Ben Jones (Tennisspieler)
Benjamin „Ben“ Jones (* 19. Mai 1998 in London) ist ein britischer Tennisspieler aus England.

## Karriere

### Ausbildung und Anfänge im Tennis
Jones war während seiner Jugend nicht im Juniorentennis aktiv. Nach seinem Schulabschluss begann er 2017 ein Studium an der University of Bath, das er 2020 mit einem Bachelor in Chemie abschloss. Anschließend absolvierte er in Bath ein einjähriges Masterstudium in Management. Während seines Studiums spielte Jones für das Tennisteam der Universität und war zwei Jahre lang dessen Kapitän. 2018 war er Teil des Tennisteams von Suffolk, das die County-Meisterschaften gewann. Zudem wurde er 2018 und 2019 für das britische Team nominiert, das bei den World Championships of University Tennis antrat und zweimal die Silbermedaille gewann.

### 2019–2023: Erfolge auf der ITF Future Tour
Während seines Studiums spielte Jones erste Profiturniere auf der drittklassigen ITF Future Tour. 2019 gewann er seine ersten beiden Doppeltitel und stieg in die Top 600 der Tennisweltrangliste ein. Auch in den folgenden Jahren erzielte er vor allem im Doppel Erfolge: 2021 sicherte er sich drei Titel, 2022 und 2023 jeweils vier. Dadurch verbesserte er sich stetig in der Rangliste und erreichte 2022 erstmals die Top 400. Ende 2023 belegte er Rang 230.

### 2024: Challenger-Titel und erste Erfolge im Einzel
Durch seine gestiegene Platzierung konnte Jones ab 2023 regelmäßig an Turnieren der ATP Challenger Tour teilnehmen. Im November 2023 erreichte er mit Charles Broom beim Challenger-Turnier in Calgary das Endspiel. Seinen ersten Challenger-Titel gewann er 2024, ebenfalls mit Broom, beim Turnier in Kachetien, was ihm zu einem Karrierehoch von Platz 184 verhalf. 2024 erzielte Jones zudem seine ersten Erfolge im Einzel: Auf der Future Tour erreichte er ein Halbfinale und gewann schließlich seinen ersten Titel, wodurch er erstmals in die Top 1000 der Weltrangliste aufstieg und Platz 661 erreichte.

## Erfolge
| Legende (Anzahl der Siege) |
| Grand Slam                 |
| ATP Finals                 |
| ATP Tour Masters 1000      |
| ATP Tour 500               |
| ATP Tour 250               |
| ATP Challenger Tour (1)    |

### Doppel

#### Turniersiege
| Nr. | Datum        | Turnier   | Belag     | Partner       | Finalgegner                       | Ergebnis         |
| --- | ------------ | --------- | --------- | ------------- | --------------------------------- | ---------------- |
| 1.  | 24. Mai 2024 | Kachetien | Hartplatz | Charles Broom | Jewgeni Karlowski Jewgeni Tjurnew | 3:6, 6:1, [10:8] |